# Lyman G. Hinckley
Lyman G. Hinckley (* 13. April 1832 in Post Mills, Vermont; † 26. November 1887 in Boston, Massachusetts) war ein US-amerikanischer Politiker und Anwalt, der von 1874 bis 1876 Vizegouverneur von Vermont war.

## Leben
Lyman Gillett Hinckley wurde in Post Mills, Vermont geboren. Er machte seinen Abschluss 1856 am Dartmouth College, studierte beim Abgeordneten William Hebard und dem Vizegouverneur Burnham Martin Rechtswissenschaften und bekam 1860 seine Zulassung zum Anwalt.
Als Mitglied der Republikanischen Partei war Hinckley von 1856 bis 1859 Schreiber im  Repräsentantenhaus von Vermont. Schreiber des Orange County war er von 1860 bis zu seinem Tod.  Er war Friedensrichter in Chelsea und Leiter der Stadtversammlung. Abgeordneter im Repräsentantenhaus von Vermont war er von 1862 bis 1863 und von 1868 bis 1870. Von 1872 bis 1874 war er Senator im Senat von Vermont und zudem Senatspräsident.  Anschließend wurde er zum Vizegouverneur von Vermont gewählt und hatte dieses Amt von 1874 bis 1876 inne. In das Repräsentantenhaus kehrte er von 1878 bis 1880 zurück.
Hinckley starb plötzlich am 26. November 1887, als er in Boston seine Schwester zu Thanksgiving besuchte. Sein Grab befindet sich auf dem Chelsea’s Highland Cemetery.